# 대한민국의 경차

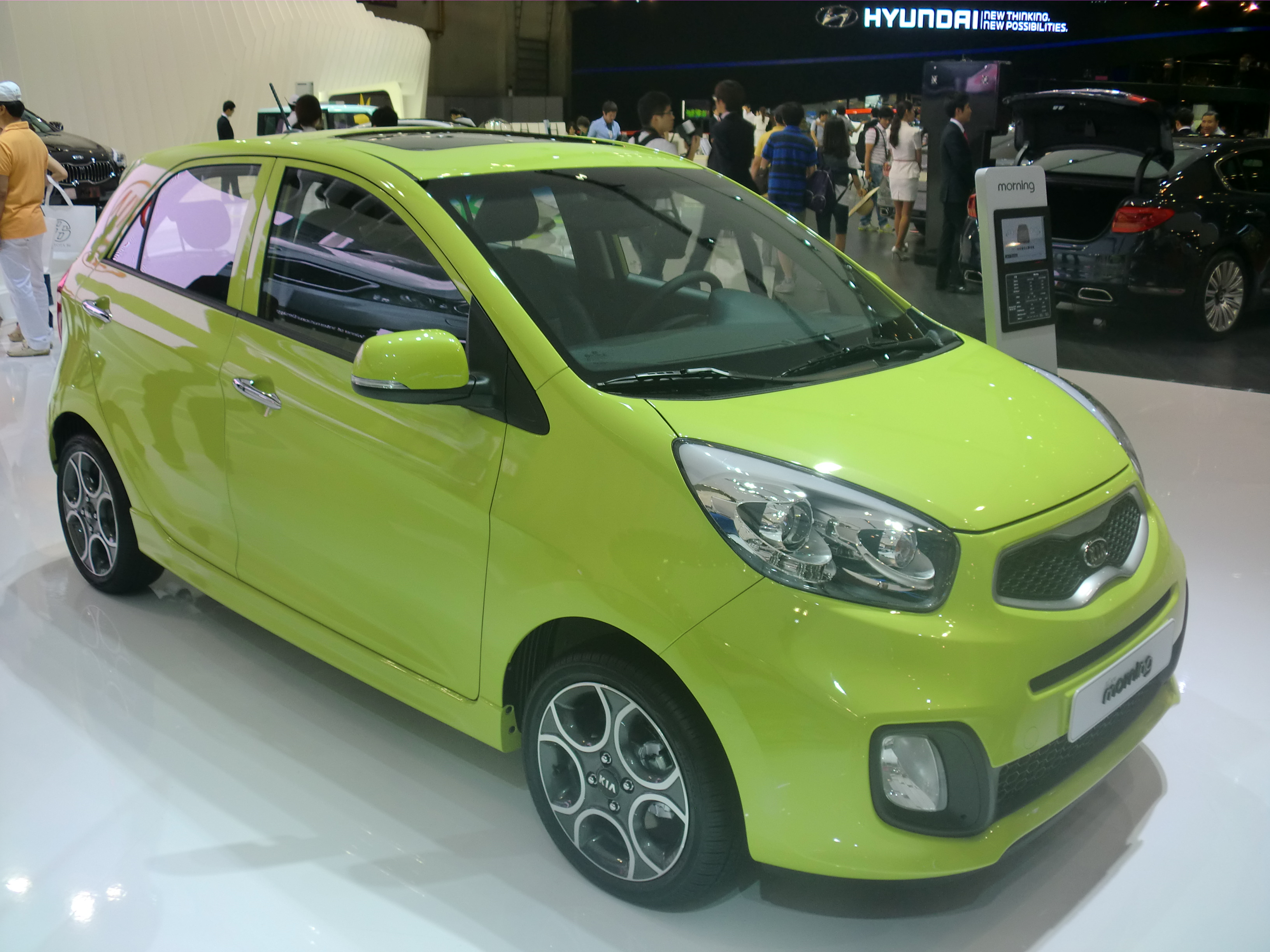
기아 올 뉴 모닝 스포츠 정측면

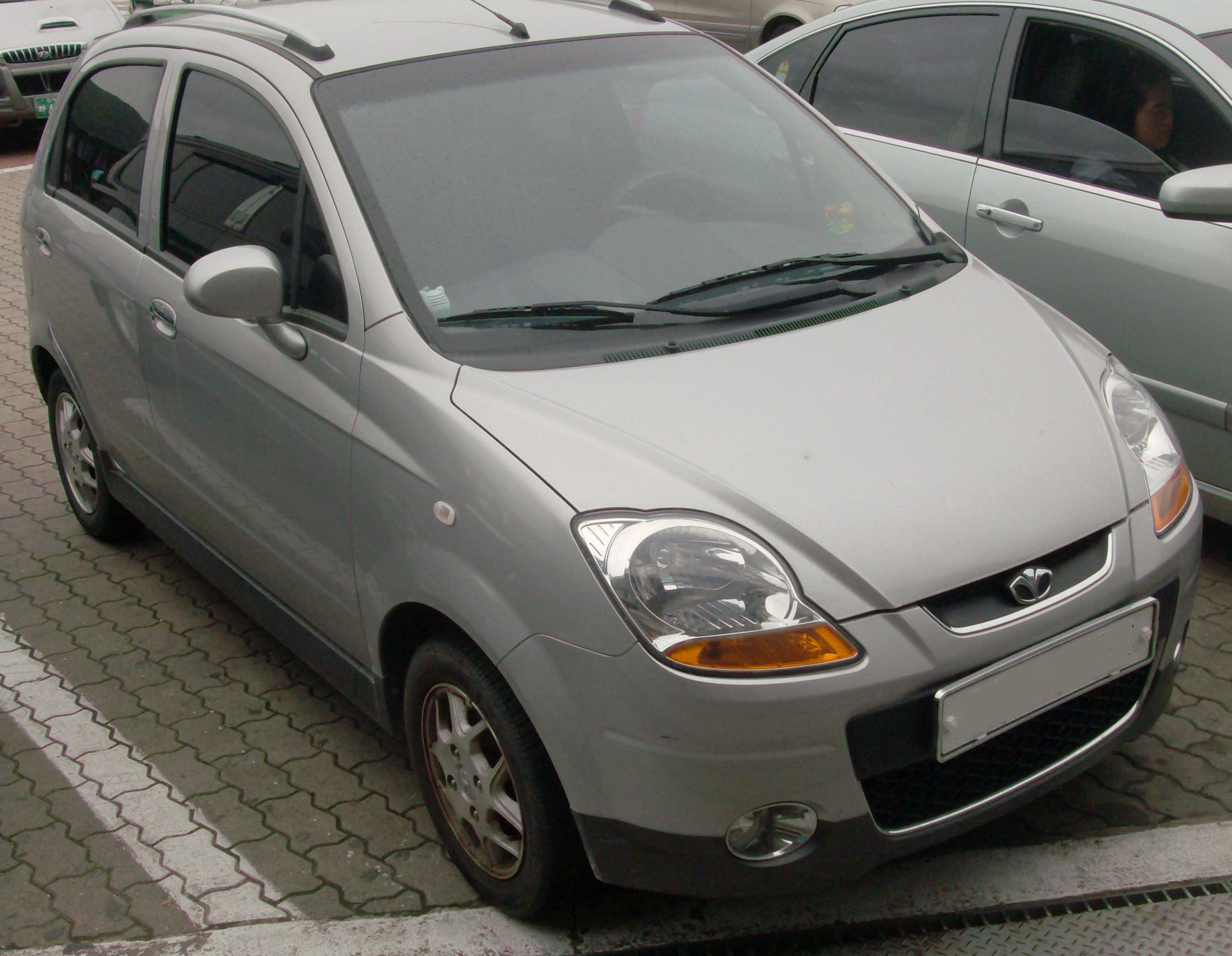
GM대우 마티즈 컬러팩 정측면

대한민국의 경차는 대한민국 자동차관리법에 명시된 엔진 배기량 1,000cc 이하, 길이 3.6m, 너비 1.6m, 높이 2.0m 이하인 자동차를 말한다. '경제적인 자동차'란 의미의 경차는 1983년 대한민국 상공부가 에너지 절감 차원의 일환으로 시작한 국민차 보급 추진 계획이 그 출발점이다. 자동차관리법 시행규칙 별표 1에 명시된 종류에 따라 경형승용자동차(輕型乘用自動車), 경형화물자동차(輕型貨物自動車)와 경형승합자동차(輕型乘合自動車)로 구분된다.

## 역사
한국에서는 경차라고 하지만, 미국, 유럽에서는 시티카(city car)라고 부른다. 자동차 분류 중에서 가장 작다.
1983년 당시 대한민국 상공부에서 에너지 절감 차원의 국민차 보급 추진 계획을 세우고 1980년대 후반 논의를 거쳐 1991년 대한민국 최초의 경차인 대우 티코가 발표되었다. 대우 티코는 당시 경자동차가 많이 보급되어 있던 일본의 스즈키 알토를 기반으로 개발된 자동차로 발표 당시 3만대가 판매되었고, 1996년에는 경차에 대한 각종 혜택과 함께 유류값 폭등으로, 10만 3천대가 판매될 정도로 초보 운전자와 여성 운전자들에게 큰 인기를 끌었다. 대우 티코가 인기를 끌자 현대자동차와 기아자동차는 각각 현대 아토스(1997년)와 기아 비스토(1998년)를 출시하였다. 그러나 이들은 1998년 티코의 후속으로 출시된 대우 마티즈에 밀려 단종되고 말았다. 직렬 3기통의 796cc SOHC 52마력 엔진을 탑재한 대우 마티즈는 대우 티코의 후속 차종으로 1998년 대한민국의 IMF 구제금융 요청을 계기로 관심이 고조된 경차 시장에 성공적으로 진입하게 된다.

## 배기량 논쟁
대한민국 상공부가 국민차 보급 계획을 발표된 이 후부터 지금까지 경차의 적정 엔진 배기량에 대한 끊임없는 논쟁이 있어왔다. 1980년대 경차 제원에 대한 논의가 한창일 때 현대자동차와 기아자동차는 경차의 엔진 배기량을 1,000cc로 하자는 주장을 하였다. 이유는 당시 일본 경자동차의 엔진 배기량이 550cc였는데, 대한민국은 산악 지형이 많으므로 엔진 배기량이 그보다는 커야 한다는 논리였다. 그러나 대한민국 정부안이 확정되기 전에 대우자동차가 재빠르게 대우 티코를 출시하고 대한민국 정부가 승인해 주면서 경차의 엔진 배기량 논쟁은 일단락되었다.
경차 규격에 대한 논쟁이 다시 시작된 것은 2003년부터이다. IMF 구제금융사건 이후 35%의 시장 점유율을 보이고 있었던 경차는 2003년 11월 4.3%라는 최악의 시장 점유율을 보이고 말았다. 이에 1년 넘게 계류 중이었던 '경차 지원 법안'이 대한민국 국회를 통과하였다. 아울러 대한민국 정부는 경차의 판매 격감을 인지하고 2003년 3월 경제정책조정회의에서 경차 배기량 기준을 800cc 미만에서 1,000cc 이하로 상향 조정하는 한편 너비는 1.5m에서 1.6m로, 길이는 3.5m에서 3.6m로 각각 늘리기로 결정하였다. 다만, 그 시행을 3년 유예하도록 했다. 그러나 1,000cc 엔진을 갖고 있지 않은 GM대우는 이러한 정부 방침에 반대하게 되고, 결국 대한민국 정부는 경차 규격 확대의 유예 기간을 5년, 즉 2008년까지 늦추기로 결정하였다.
2008년 경차 규격이 배기량 기준 1,000cc로 확대되면서 2004년에 출시한 리터카(엔진 배기량 1리터)인 기아 모닝이 2008년 1월 1일자로 새로이 경차에 편입되어 경차 혜택을 받게 되었다.
2인승의 스마트 포투도 대한민국 경차 규격을 만족시키기 때문에, 대한민국 내 경차로 운행이 가능하다.

## 혜택
- 특별 소비세 면제
- 자동차세 cc당 80원
- 종합보험료 10% 할인
- 등록세와 취득세 면제 (경차지원법. 2004년 1월 개정된것으로 개정 이전에는 등록세와 취득세 2% 할인이었다.)
- 지역개발 공채 4% 할인
- 고속도로 통행료 50% 할인
- 할인 공영 주차장 50% 할인
- 지하철 환승주차장 80% 할인
- 차량 강제 10부제 제외

## 목록
- 경형승용자동
  - 기아 모닝 (현재 생산중)
  - 현대 캐스퍼 (현재 생산중)
  - 기아 레이 (현재 생산중)
  - AD 체인지
  - 쉐보레 스파크(단종)
  - GM대우 마티즈(단종)
  - 기아 비스토(단종)
  - 현대 아토스(단종)
  - 대우 티코(단종)
- 경형화물자동차 및 경형승합자동차
  - 한국GM 다마스 (단종)
  - 한국GM 라보 (단종)
  - 기아 타우너 (단종)

## 같이 보기
- 경자동차(일본)